# Metriocnemus martinii
Metriocnemus martinii är en tvåvingeart som beskrevs av August Friedrich Thienemann 1921. I den svenska databasen Dyntaxa används istället namnet Metriocnemus cavicola. Metriocnemus martinii ingår i släktet Metriocnemus och familjen fjädermyggor. Arten är reproducerande i Sverige. Inga underarter finns listade i Catalogue of Life.